# Gauloises

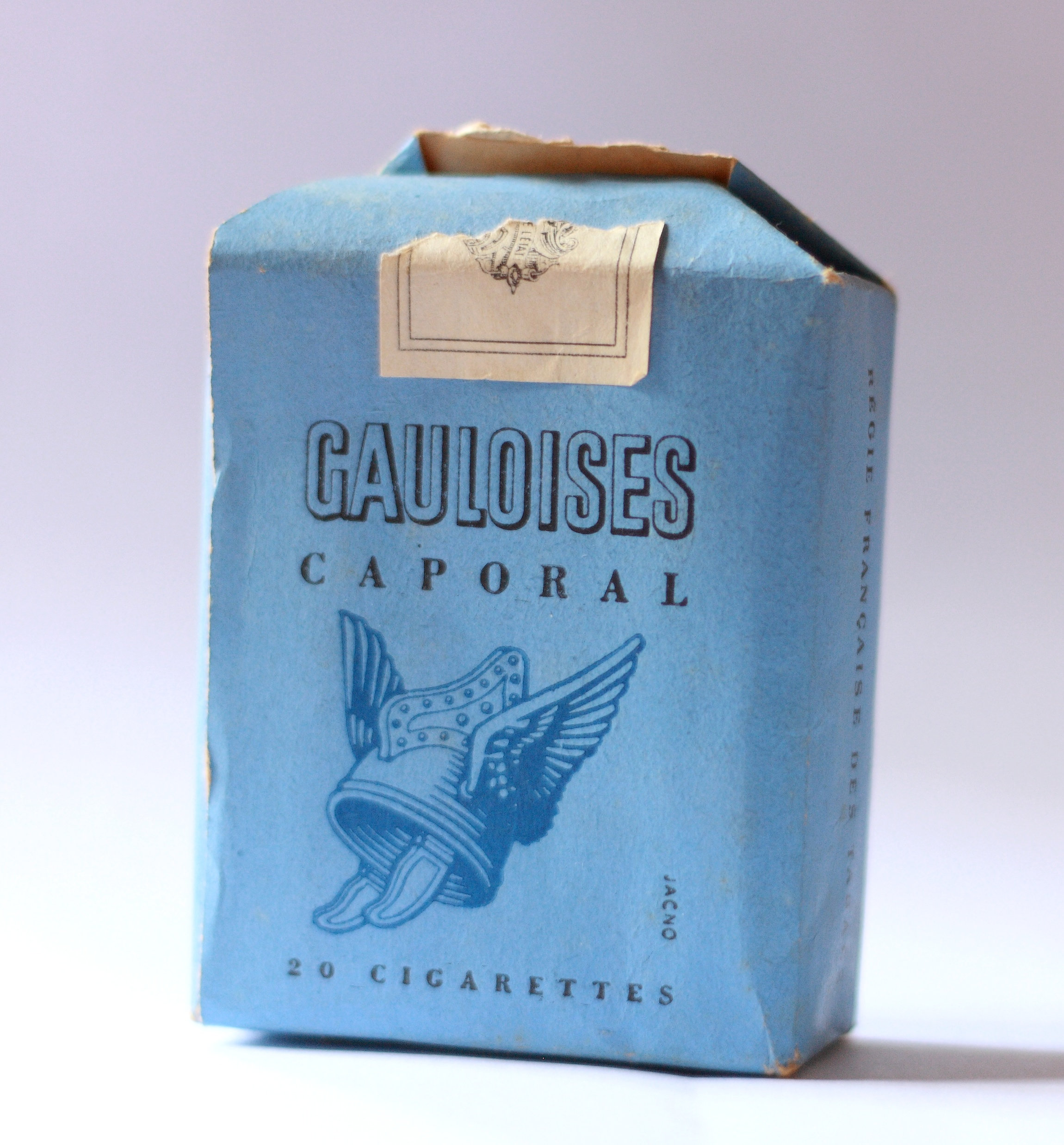
Un paquete antiguo de Gauloises.

Los Gauloises son una marca comercial de cigarrillos producidos en Francia por el grupo Imperial Tobacco y considerados internacionalmente por ser fuertes.

## Cigarrillos
Fueron originalmente cortos, anchos, sin filtro; eran elaborados con tabaco oscuro de Siria y Turquía, lo que le daba un olor fuerte y distintivo. Algunas personas que no fuman, comparan el olor producido por estos cigarrillos con una fragancia de incienso de vainilla y chocolate negro. 

## Historia de la marca
El nombre procede del pueblo galo (gaulois en francés), y el recuerdo de que ese pueblo intentó resistir la hegemonía romana. En la época de las guerras mundiales, fumar Gauloises era considerado como un asunto patriótico. La marca estaba asociada con fumar  (poilu, término de la jerga usada por los soldados de la infantería francesa en las trincheras) y la resistencia de los combatientes durante el régimen de Vichy. La marca también se relaciona con figuras representativas del mundo como artistas e intelectuales. Todas estas condiciones románticas hacen de Gauloises una marca popular.

## Información
- Eslogan: Liberté toujours (‘libertad siempre’).
- Alquitrán: 10 mg
- Nicotina: 0,8 mg
- Monóxido de carbono: 10 mg
- Precio: 13 €, el paquete de 20 cigarrillos en Francia. En España cuestan 4,85 € (en los pocos sitios que los venden, al igual que es muy difícil encontrar en Francia tabaco de la marca Ducados, en España en pocos sitios se encuentran los cigarrillos Gauloises).
- Otros productos: Gauloises Lights, de paquete rojo, comercializado al mismo precio.

## Historia

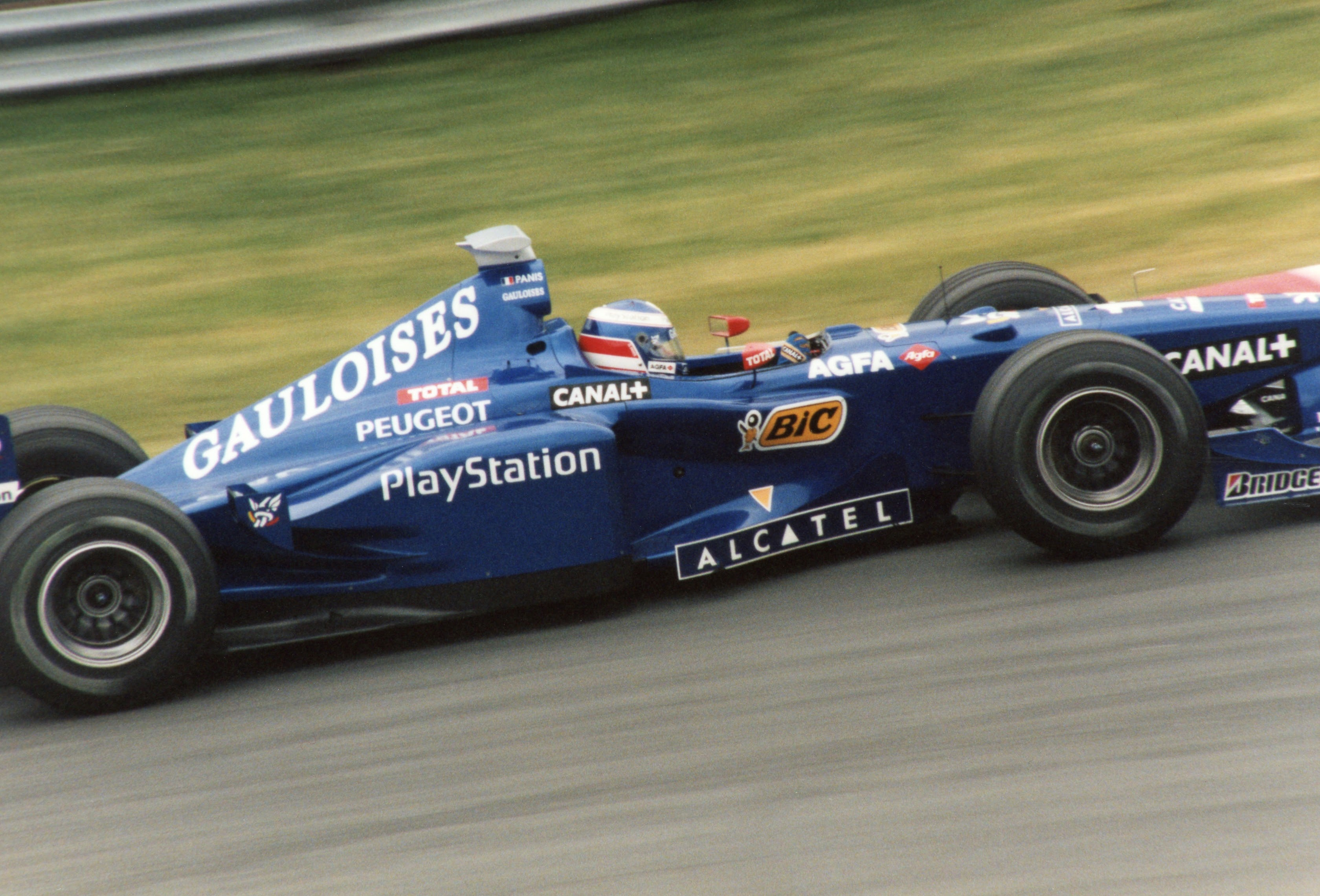
Automóvil de F1 de Olivier Panis, en 1998, patrocinado por la marca.

- 1876 : creación de la marca de cigarrillos Hongroises
- 1910 : los Hongroises se transforman en Gauloises, que son lanzados en dos versiones: Gauloises Caporal ordinario y Gauloises Maryland[1]
- 1925 : aparición de Gauloises Caporal suave. Los Gauloises son vendidos en paquete, sobre el que se ha dibujado  un casco con alas. Este emblema característico de la marca fue creada por el pintor Maurice Giot.
- 1935 : aparición de los  Gauloises de Troupe, reservado a los soldados.
- 1936 : el paquete es revisado por el diseñador gráfico Marcel Jacno que retoca el casco alado  e introduce el color azul característico todavía en uso
- 1954 : aparición de los Gauloises Disque bleu
- 1956 : aparición de los primeros  Gauloises con filtro
- 1973 : lanzamiento de los Gauloises largos
- 1984 : lanzamiento de los Gauloises blondes
- 1999 : Gauloises es comprado por Altadis, grupo salido de la fusión de la SEITA y de su homóloga española, la Tabacalera.
- 2004:  La marca patrocinia al equipo de MotoGP Yamaha, teniendo como pilotos a Valentino Rossi y a Norifumi Abe.
- 2008 : Altadis es comprada por el grupo británico Imperial Tobacco

A pesar de la fama mundial de la marca, las ventas han bajado en algunos países con el ocaso del tabaquismo. Los Gauloises son actualmente la segunda marca más vendida en Francia.

## Hechos recientes en los que se involucra la marca
En 2003 la venta de la marca Gauloises se interrumpió completamente en Estados Unidos y los stocks se consumieron hasta principios de 2004. La compañía no informa de futuros planes para volver a vender la marca en Estados Unidos.

## Fumadores famosos de Gauloises
- James Bond fuma Gauloises.[cita requerida]
- El escritor Jean-Paul Sartre fue un fumador célebre de Gauloises; están presentes en numerosos retratos fotográficos suyos.
- George Orwell menciona fumarlos en su obra Down and Out in Paris and London.
- David Bowie hasta los años noventa.
- La marca aparece en la película El inquilino de Roman Polanski.
- Son los cigarrillos de Bruce Willis en Die Hard.
- Julio Cortázar cita en su obra Rayuela y en el cuento El perseguidor, perteneciente al libro Las armas secretas, como la marca de cigarrillos que fumaban sus protagonistas.
- Pablo Picasso
- John Frusciante
- El cabo Alfred Kalb "El Legionario", personaje de las novelas de Sven Hassel
- Mencionado por el francés Henri Charrière en su novela autobiográfica "Papillon"
- Serena van der Woodsen en la novela de Cecily von Ziegesar ,Gossip Girl